# Pantopsalis
Genre
Pantopsalis est un genre d'opilions eupnois de la famille des Neopilionidae.

## Distribution
Les espèces de ce genre sont endémiques de Nouvelle-Zélande.

## Liste des espèces
Selon World Catalogue of Opiliones (26/04/2021) :
- Pantopsalis albipalpis Pocock, 1903
- Pantopsalis cheliferoides (Colenso, 1883)
- Pantopsalis coronata Pocock, 1903
- Pantopsalis halli Hogg, 1920
- Pantopsalis johnsi Forster, 1964
- Pantopsalis listeri (White, 1849)
- Pantopsalis phocator Taylor, 2004
- Pantopsalis pococki Hogg, 1920
- Pantopsalis rennelli Forster, 1964
- Pantopsalis snaresensis Forster, 1964

## Publication originale
- Simon, 1879 : « Descriptions d'Opiliones nouveaux. » Annales de la Société Entomologique de Belgique, Comptes-Rendus des Séances, vol. 22, p. 70–75 (texte intégral).